# Mark Shapiro
Pour les articles homonymes, voir Shapiro.
Mark Shapiro, né en 1967 aux États-Unis, est un joueur de baseball et le président des Blue Jays de Toronto de la Ligue majeure de baseball depuis novembre 2015. 
Employé des Indians de Cleveland de 1991 à 2015, il occupe notamment les postes de directeur général de 2001 à 2010 et de président de 2010 à 2015.

## Carrière

### Indians de Cleveland

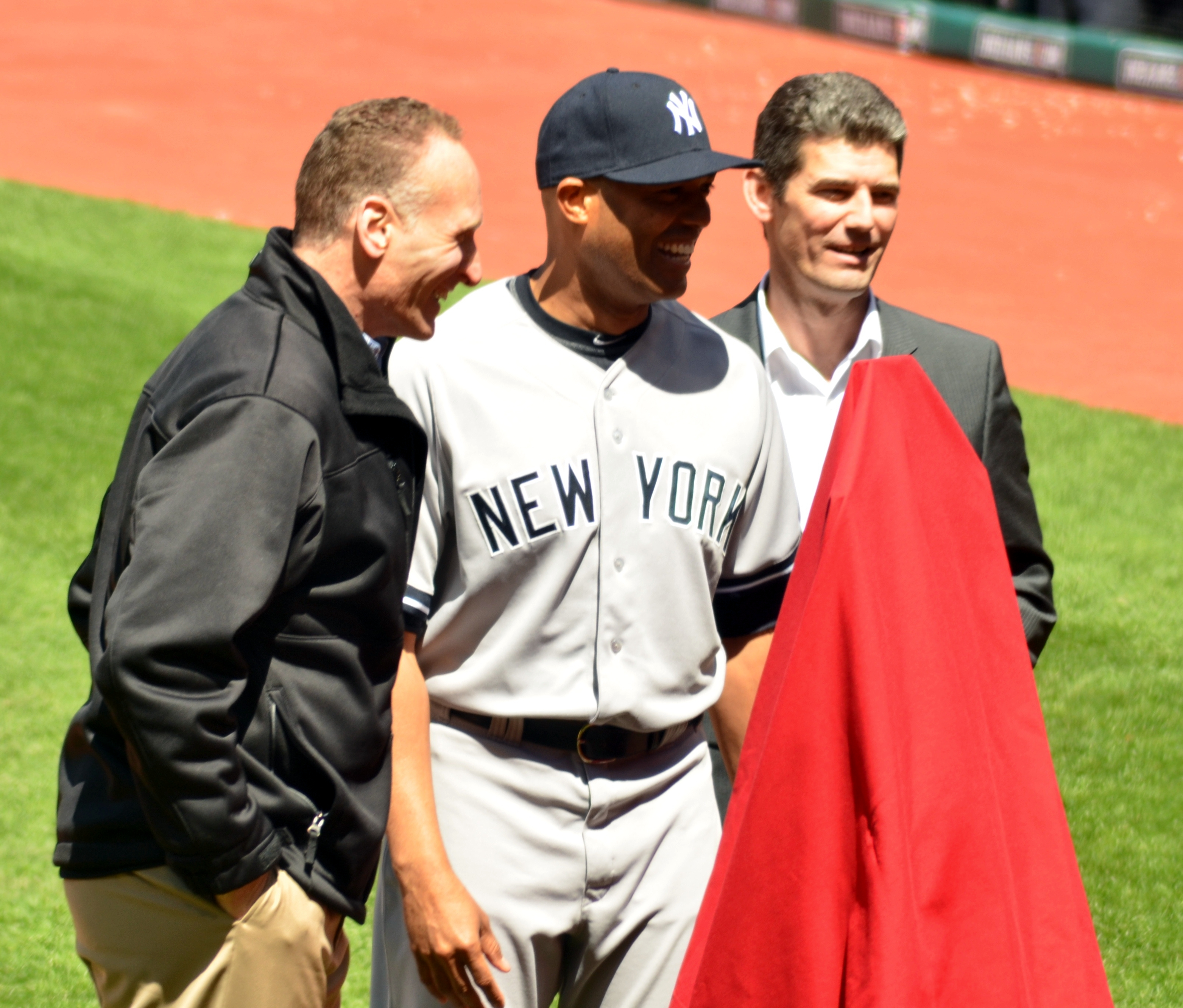
Mark Shapiro à gauche et Mariano Rivera au centre, 2013

Diplômé en histoire à l'Université de Princeton en 1989, il est engagé par la franchise des Indians de Cleveland en 1991 sur les conseils de Hank Peters, ancien manager général des Indians. Il est nommé assistant de John Hart en 1989 et occupe ce poste jusqu'à la démission de ce dernier le 1er novembre 2001. Shapiro devient alors manager général des Indians. 
Désigné dirigeant de l'année en 2005 par Sporting News, il est récompensé une seconde fois en 2007 après la belle campagne des Indians lors de la saison 2007. Il demeure en poste jusqu'en octobre 2010. Il est alors promu au poste de président du club et son assistant Chris Antonetti lui succède comme directeur général des Indians. 

### Blue Jays de Toronto
En août 2015, il est annoncé que Shapiro deviendra président des Blue Jays de Toronto au terme de la saison 2015. Il succède à Paul Beeston le 2 novembre 2015,.

### Honneurs
- Deux fois élu « Dirigeant de l'année » par le Sporting News (2005, 2007)
- Champion de l'American League Central Division (2007)
- Docteur es lettres de Baldwin Wallace University (2014)

## Vie personnelle
Né dans une famille juive à Cambridge dans le Massachusetts, Shapiro se marie en janvier 2001 avec Lissa Bockrath, une artiste peintre de Cleveland,. Le couple a un fils Caden Reid né en 2002 et une fille Sierra Aris née en 2004,,. La famille a vécu à Bentleyville dans l'Ohio quand Shapiro travaillait pour les Indians.
En 2019, Mark Shapiro devient citoyen canadien et vit à Toronto,.